# Clásico Argentinos Juniors-Platense
El clásico entre el Club Atlético Platense y la Asociación Atlética Argentinos Juniors es una rivalidad también denominada clásico del Noreste de la Ciudad de Buenos Aires. Hay que tener en cuenta que actualmente el estadio de Platense se ubica en la Zona Norte del conurbano bonaerense, hasta 1971 estuvo ubicado dentro de los límites de la capital argentina, y aunque actualmente tiene la mayoría de sus seguidores en la Zona Norte, también conserva hinchas en la capital.
Las hinchadas suelen dedicarse cánticos en las tribunas y también suelen ser considerados importantes los enfrentamientos de estos clubes en las divisiones inferiores, en fútbol de salón e, incluso, en otras disciplinas deportivas no relacionadas con el fútbol.

## Historia
Los primeros enfrentamientos entre Platense y Argentinos se dieron en 1907 por la Liga Central de Football Amateur. Sin embargo, estos clubes no se cruzarían durante varios años del amateurismo por pertenecer a diferentes afiliaciones: mientras Platense competía en la Asociación Amateurs de Football, Argentinos hacía lo propio en la Asociación Argentina de Football. Recién volverían a enfrentarse en 1927 cuando las asociaciones se fusionaron para formar la Asociación Amateurs Argentina de Football. Pero no sería sino hasta el año 1980 que empezaría una curiosa enemistad entre ambos.

### Antecedentes

#### Interzonales
En 1967 la AFA establece por primera vez el formato de disputa de los torneos Metropolitano y Nacional para la Primera División. El primero se dividía en 2 zonas y contaba con la característica particular de enfrentar a los respectivos clásicos en partidos interzonales. En este punto, cabe resaltar el aspecto de la modernidad de este enfrentamiento, dado que para esta época, la rivalidad entre ambas instituciones no era tenida en cuenta para las parcialidades.  
- Platense y Argentinos Juniors disputan sus primeros interzonales enfrentándose entre sí, esto es en el mismo Metropolitano de 1967, con un primer triunfo del Calamar en Manuela Pedraza y Crámer con una goleada de 4 a 1, mientras que la revancha la ganaría el Bicho en Boyacá por 2 a 1.[13]

- En el Metropolitano de 1968 volverían a enfrentarse bajo la modalidad de interzonales, esta vez con un empate en 1 gol en el estadio de Platense y un triunfo por 1 a 0 de Argentinos en el propio.[14]

- En el Metropolitano de 1969 compartirían zona, intercambiando sus interzonales con Atlanta y Chacarita, equipos que disputan el Clásico de Villa Crespo, enfrentando Argentinos al primero y Platense al segundo.[15] Hay que decir que entre estos cruces también hay bastante cercanía y una gran rivalidad y es destacable, también, que había amistad entre el Bicho y este competidor de Platense.

Luego de este último torneo, no habría interzonales hasta el 72'.

#### Partidos destacados
- En 1970 se cruzaron por los octavos de final de la Copa Argentina, donde Platense eliminaría en el partido de vuelta a Argentinos en cancha de Atlanta con una goleada de 5 a 1, mayor goleada entre ambos hasta el momento.[16] En el partido de ida habían empatado a 1 gol en el General San Martín.[17]

- En el Metropolitano de 1971 Platense repite la hazaña de la Copa Argentina del año anterior al vencer a Argentinos 5 a 1, esta vez en cancha de Chacarita, donde hacía las veces de local.

En ese torneo Platense termina último, siendo el primero sin Torneo de Reclasificación, sino descenso directo para los últimos 2 puestos, por lo que Platense pierde la categoría y pasa a jugar en la segunda división, de la cual regresaría tras salir campeón del Primer Torneo del 76'.
Mientras tanto, en primera, reaparecen los interzonales, inicialmente en el Nacional, donde Argentinos enfrenta a Independiente de Tandil en el 72', luego, del 73' al 75', a All Boys, club del barrio vecino de Floresta con el que tiene una rivalidad, más bien, reciente. Más tarde, en el 79', también se mediría en estas instancias frente a Vélez, otro club con el que tiene mucha rivalidad, mientras que el clásico de este último, Ferro, enfrentaría, justamente, a All Boys.
- Tras el ascenso de Platense, vuelven a enfrentarse en el Matropolitano de 1977, en un partido muy peleado por ambos y que terminaría en igualdad a 3 goles.

- En el Metropolitano de 1979 Argentinos, siendo local en cancha de Ferro, iguala el resultado de las mayores goleadas del Calamar en enfrentamientos mutuos al vencerlo por 5 a 1.

#### Sucesos previos directos
- Terminado este último torneo Platense debió jugar lo que se conoció como Petit Torneo o Cuadrangular de la Muerte, en el que sólo uno evitaría del descenso. El vencedor de ese certamen sería Platense y uno de los descendidos Chacarita, viejo amigo de Argentinos Juniors con el que el Calamar terminaría de sellar una muy fuerte rivalidad a partir de ese momento, lo que fue potenciado por la cercanía de sus respectivos estadios.

- En el Metropolitano de 1980 pelean palmo a palmo los primeros puestos: Argentinos consigue un subcampeonato con 42 puntos y Platense termina con 41.

- En el Nacional la AFA vuelve a programar este enfrentamiento por partidos interzonales, que se jugarían en las últimas 2 fechas y, por lo tanto, cerraban la ronda de clasificación a los cuartos de final. Tras estos, se marcaría a fuego el inicio de la enemistad.[19]

### El origen

#### Contexto
El partido de ida se jugó en Vicente López y fue empate a 3 goles. Así, Platense se mantenía empardado en puntos con River Plate, a quien debía pasar en su grupo para clasificar, que le llevaba una diferencia a favor de 3 goles y que había empatado a 2 como local en el clásico contra Boca Juniors. Luego el Millonario perdería el partido de vuelta por 1 a 0 contra el Xeneize en la Bombonera, por lo que dependía de un mal resultado de su primer perseguidor para mantenerse en camino. Argentinos, por su parte, ya tenía el pase asegurado.

#### Ese partido
El equipo del Calamar se hizo presente en La Paternal sabiendo que debía sumar para clasificar y que en frente tenía un oponente teóricamente accesible que no arriesgaba nada en ese partido. Sin embargo, circulaban entre la parcialidad visitante las sospechas de un posible incentivo de parte del club Millonario para el Bicho. Finalmente, el cotejo quedaría en 2 a 1 para Argentinos que, según los rivales, realizaron un "esfuerzo descomunal y dudoso".
Desde entonces, la rivalidad entre las hinchadas se fue acrecentando (con numerosos hechos de violencia incluidos). Para los jugadores y los hinchas de ambos clubes, estos encuentros pasarían a tener una mayor importancia que contra el resto de los equipos.

## Historial
Actualizado hasta el 3 de febrero de 2025
| Competición                  | PJ | GP | E  | GA | GolP | GolA |
| ---------------------------- | -- | -- | -- | -- | ---- | ---- |
| Primera División Amateur     | 3  | 2  | 1  | 0  | 6    | 1    |
| Primera División Profesional | 79 | 27 | 30 | 22 | 97   | 88   |
| Copas Nacionales             | 7  | 2  | 3  | 2  | 9    | 7    |
| Total                        | 89 | 31 | 34 | 24 | 112  | 96   |

| PJ: Partidos jugados, GP: Ganador Platense, GA: Ganador Argentinos, E: Empate GolP: Goles del Platense, GolA: Goles de Argentinos |

## Partidos oficiales
| #  | Torneo                           | Ronda          | Estadio                 | Local              | Resultado | Visitante          | Goles (L)                             | Goles (V)               |
| -- | -------------------------------- | -------------- | ----------------------- | ------------------ | --------- | ------------------ | ------------------------------------- | ----------------------- |
| 1  | Primera División 1927            | 14             | Ant. Argentinos Juniors | Argentinos Juniors | 1-3       | Platense           | ?                                     | ?                       |
| 2  | Primera División 1928            | 22             | Ant. Platense           | Platense           | 0-0       | Argentinos Juniors |                                       |                         |
| 3  | Primera División 1930            | 10             | Ant. Platense           | Platense           | 3-0       | Argentinos Juniors | ?                                     |                         |
| 4  | Primera División 1931            | 3              | Ant. Platense           | Platense           | 0-2       | Argentinos Juniors |                                       | ?                       |
| 5  | Primera División 1931            | 20             | Ant. Argentinos Juniors | Argentinos Juniors | 0-2       | Platense           |                                       | ?                       |
| 6  | Primera División 1932            | 16             | Ant. Platense           | Platense           | 1-0       | Argentinos Juniors | ?                                     |                         |
| 7  | Primera División 1932            | 33             | Ant. Argentinos Juniors | Argentinos Juniors | 1-1       | Platense           | ?                                     | ?                       |
| 8  | Copa Beccar Varela 1932          | GC 5           | Ant. Argentinos Juniors | Argentinos Juniors | 1-0       | Platense           | ?                                     |                         |
| 9  | Primera División 1933            | 16             | Ant. Argentinos Juniors | Argentinos Juniors | 2-2       | Platense           | ?                                     | ?                       |
| 10 | Primera División 1933            | 33             | Ant. Platense           | Platense           | 4-1       | Argentinos Juniors | ?                                     | ?                       |
| -  | Primera División 1934            | 7              | Ant. Platense           | Platense           | 1-1       | Atlanta-Argentinos | ?                                     | ?                       |
| -  | Primera División 1934            | 20             | Ant. Atlanta            | Atlanta-Argentinos | 1-2       | Platense           | ?                                     | ?                       |
| 11 | Primera División 1934            | 34             | Ant. Argentinos Juniors | Argentinos Juniors | 1-4       | Platense           | ?                                     | ?                       |
| 12 | Primera División 1935            | 17             | Ant. Argentinos Juniors | Argentinos Juniors | 2-0       | Platense           | ?                                     |                         |
| 13 | Primera División 1935            | 34             | Ant. Platense           | Platense           | 0-0       | Platense           |                                       |                         |
| 14 | Primera División 1936            | CH 10          | Ant. Platense           | Platense           | 2-1       | Argentinos Juniors | ?                                     | ?                       |
| 15 | Primera División 1936            | 10             | Ant. River Plate        | Argentinos Juniors | 1-1       | Platense           | ?                                     | ?                       |
| 16 | Primera División 1937            | 8              | Ferro Carril Oeste      | Argentinos Juniors | 0-2       | Platense           |                                       | ?                       |
| 17 | Primera División 1937            | 26             | Ant. Platense           | Platense           | 2-0       | Argentinos Juniors | ?                                     |                         |
| 18 | Primera División 1965            | 7              | Ant. Argentinos Juniors | Argentinos Juniors | 1-3       | Platense           | ?                                     | ?                       |
| 19 | Primera División 1965            | 24             | Ant. Platense           | Platense           | 0-2       | Argentinos Juniors |                                       | ?                       |
| 20 | Primera División 1966            | 7              | Ant. Platense           | Platense           | 1-1       | Argentinos Juniors | ?                                     | ?                       |
| 21 | Primera División 1966            | 24             | Ant. Argentinos Juniors | Argentinos Juniors | 2-1       | Platense           | ?                                     | ?                       |
| 22 | Metropolitano 1967               | Int. 7         | Ant. Platense           | Platense           | 4-1       | Argentinos Juniors | ?                                     | ?                       |
| 23 | Metropolitano 1967               | Int. 18        | Ant. Argentinos Juniors | Argentinos Juniors | 2-1       | Platense           | ?                                     | ?                       |
| 24 | Metropolitano 1968               | Int. 4         | Ant. Platense           | Platense           | 1-1       | Argentinos Juniors | ?                                     | ?                       |
| 25 | Metropolitano 1968               | Int. 15        | Ant. Argentinos Juniors | Argentinos Juniors | 1-0       | Platense           | ?                                     |                         |
| 26 | Metropolitano 1969               | GB 6           | Ant. Platense           | Platense           | 2-2       | Argentinos Juniors | ?                                     | ?                       |
| 27 | Metropolitano 1969               | GB 17          | Vélez Sarsfield         | Argentinos Juniors | 0-0       | Platense           |                                       |                         |
| 28 | Copa Argentina 1970              | 8.º F (ida)    | Ant. Argentinos Juniors | Argentinos Juniors | 1-1       | Platense           | ?                                     | ?                       |
| 29 | Copa Argentina 1970              | 8.º F (vuelta) | Atlanta                 | Platense           | 5-1       | Argentinos Juniors | ?                                     | ?                       |
| 30 | Metropolitano 1970               | 6              | Atlanta                 | Argentinos Juniors | 0-2       | Platense           |                                       | ?                       |
| 31 | Metropolitano 1971               | 6              | Chacarita Juniors       | Platense           | 5-1       | Argentinos Juniors | ?                                     | ?                       |
| 32 | Metropolitano 1971               | 25             | Ant. Argentinos Juniors | Argentinos Juniors | 3-1       | Platense           | ?                                     | ?                       |
| 33 | Metropolitano 1977               | 2              | Ant. San Lorenzo        | Platense           | 3-3       | Argentinos Juniors | ?                                     | ?                       |
| 34 | Metropolitano 1977               | 25             | Ant. Argentinos Juniors | Argentinos Juniors | 0-1       | Platense           |                                       | ?                       |
| 35 | Metropolitano 1978               | 13             | Ant. Argentinos Juniors | Argentinos Juniors | 1-2       | Platense           | ?                                     | ?                       |
| 36 | Metropolitano 1978               | 34             | Atlanta                 | Platense           | 2-2       | Argentinos Juniors | ?                                     | ?                       |
| 37 | Metropolitano 1979               | GA 4           | Atlanta                 | Platense           | 1-2       | Argentinos Juniors | ?                                     | ?                       |
| 38 | Metropolitano 1979               | GA 13          | Ferro Carril Oeste      | Argentinos Juniors | 5-1       | Platense           | ?                                     | ?                       |
| 39 | Nacional 1980                    | Int. 7         | Platense                | Platense           | 3-3       | Argentinos Juniors | ?                                     | ?                       |
| 40 | Nacional 1980                    | Int. 14        | Ant. Argentinos Juniors | Argentinos Juniors | 2-1       | Platense           | ?                                     | ?                       |
| 41 | Metropolitano 1980               | 9              | Atlanta                 | Argentinos Juniors | 0-0       | Platense           |                                       |                         |
| 42 | Metropolitano 1980               | 28             | Platense                | Platense           | 1-1       | Argentinos Juniors | ?                                     | ?                       |
| 43 | Nacional 1981                    | Int. 5         | Platense                | Platense           | 0-0       | Argentinos Juniors |                                       |                         |
| 44 | Nacional 1981                    | Int. 10        | Ant. Argentinos Juniors | Argentinos Juniors | 1-0       | Platense           | ?                                     |                         |
| 45 | Metropolitano 1981               | 14             | Atlanta                 | Platense           | 2-2       | Argentinos Juniors | ?                                     | ?                       |
| 46 | Metropolitano 1981               | 31             | Ant. Argentinos Juniors | Argentinos Juniors | 3-1       | Platense           | ?                                     | ?                       |
| 47 | Nacional 1982                    | Int. 5         | Platense                | Platense           | 1-0       | Argentinos Juniors | ?                                     |                         |
| 48 | Nacional 1982                    | Int. 13        | Ant. Argentinos Juniors | Argentinos Juniors | 1-1       | Platense           | ?                                     | ?                       |
| 49 | Metropolitano 1982               | 10             | Ant. Argentinos Juniors | Argentinos Juniors | 1-1       | Platense           | ?                                     | ?                       |
| 50 | Metropolitano 1982               | 29             | Platense                | Platense           | 1-2       | Argentinos Juniors | ?                                     | ?                       |
| 51 | Metropolitano 1983               | 6              | Platense                | Platense           | 1-0       | Argentinos Juniors | ?                                     |                         |
| 52 | Metropolitano 1983               | 25             | Ferro Carril Oeste      | Argentinos Juniors | 1-2       | Platense           | ?                                     | ?                       |
| 53 | Metropolitano 1984               | 13             | Platense                | Platense           | 2-2       | Argentinos Juniors | ?                                     | ?                       |
| 54 | Metropolitano 1984               | 32             | Ferro Carril Oeste      | Argentinos Juniors | 1-1       | Platense           | ?                                     | ?                       |
| 55 | Primera División 1985/86         | 17             | Ferro Carril Oeste      | Argentinos Juniors | 0-0       | Platense           |                                       |                         |
| 56 | Primera División 1985/86         | 36             | Platense                | Platense           | 0-2       | Argentinos Juniors |                                       | ?                       |
| 57 | Primera División 1986/87         | 14             | Ferro Carril Oeste      | Argentinos Juniors | 2-2       | Platense           | ?                                     | ?                       |
| 58 | Primera División 1986/87         | 33             | Platense                | Platense           | 1-2       | Argentinos Juniors | ?                                     | ?                       |
| 59 | Primera División 1987/88         | 15             | Ant. Argentinos Juniors | Argentinos Juniors | 2-0       | Platense           | ?                                     |                         |
| 60 | Primera División 1987/88         | 34             | Platense                | Platense           | 1-0       | Argentinos Juniors | ?                                     |                         |
| 61 | Primera División 1988/89         | 4              | Ferro Carril Oeste      | Argentinos Juniors | 0-1       | Platense           |                                       | ?                       |
| 62 | Primera División 1988/89         | 23             | Platense                | Platense           | 0-2       | Argentinos Juniors |                                       | ?                       |
| 63 | Primera División 1989/90         | 14             | Platense                | Platense           | 2-1       | Argentinos Juniors | ?                                     | ?                       |
| 64 | Primera División 1989/90         | 33             | Atlanta                 | Argentinos Juniors | 0-1       | Platense           |                                       | ?                       |
| 65 | Primera División 1990/91         | Ap 4           | Atlanta                 | Argentinos Juniors | 1-2       | Platense           | ?                                     | ?                       |
| 66 | Primera División 1990/91         | Cl 4           | Platense                | Platense           | 1-1       | Argentinos Juniors | ?                                     | ?                       |
| 67 | Primera División 1991/92         | Ap 5           | Platense                | Platense           | 0-0       | Argentinos Juniors |                                       |                         |
| 68 | Primera División 1991/92         | Cl 5           | Atlanta                 | Argentinos Juniors | 0-1       | Platense           |                                       | ?                       |
| 69 | Primera División 1992/93         | Ap 4           | Ferro Carril Oeste      | Argentinos Juniors | 1-1       | Platense           | ?                                     | ?                       |
| 70 | Primera División 1992/93         | Cl 4           | Platense                | Platense           | 0-0       | Argentinos Juniors |                                       |                         |
| 71 | Primera División 1993/94         | Ap 10          | Platense                | Platense           | 0-0       | Argentinos Juniors |                                       |                         |
| 72 | Primera División 1993/94         | Cl 10          | Provincia de Mendoza    | Argentinos Juniors | 1-1       | Platense           | ?                                     | ?                       |
| 73 | Primera División 1994/95         | Ap 10          | Platense                | Platense           | 0-1       | Argentinos Juniors |                                       | ?                       |
| 74 | Primera División 1994/95         | Cl 10          | Atlanta                 | Argentinos Juniors | 1-1       | Atlanta            | ?                                     | ?                       |
| 75 | Primera División 1995/96         | Ap 6           | Atlanta                 | Argentinos Juniors | 2-3       | Platense           | ?                                     | ?                       |
| 76 | Primera División 1995/96         | Cl 6           | Platense                | Platense           | 3-0       | Argentinos Juniors | ?                                     |                         |
| 77 | Primera División 1997/98         | Ap 3           | ?                       | Platense           | 1-3       | Argentinos Juniors | ?                                     | ?                       |
| 78 | Primera División 1997/98         | Cl 3           | ?                       | Argentinos Juniors | 1-1       | Platense           | ?                                     | ?                       |
| 79 | Primera División 1998/99         | Ap 15          | ?                       | Platense           | 1-0       | Argentinos Juniors | ?                                     |                         |
| 80 | Primera División 1998/99         | Cl 15          | ?                       | Argentinos Juniors | 1-0       | Platense           | ?                                     | ?                       |
| 81 | Copa de la Liga Profesional 2021 | ZA 2           | Argentinos Juniors      | Argentinos Juniors | 0-1       | Platense           |                                       | ?                       |
| 82 | Primera División 2021            | 12             | Platense                | Platense           | 0-0       | Argentinos Juniors |                                       |                         |
| 83 | Copa de la Liga Profesional 2022 | ZA 13          | Platense                | Platense           | 1-1       | Argentinos Juniors | B. Mansilla                           | G. Florentín            |
| 84 | Primera División 2022            | 16             | Argentinos Juniors      | Argentinos Juniors | 0-2       | Platense           |                                       | N. Morgantini, A. Costa |
| 85 | Primera División 2023            | 19             | Argentinos Juniors      | Argentinos Juniors | 1-0       | Platense           | L. Heredia                            |                         |
| 86 | Copa de la Liga Profesional 2023 | 7              | Platense                | Platense           | 0-0       | Argentinos Juniors |                                       |                         |
| 87 | Copa de la Liga Profesional 2024 | 7              | Argentinos Juniors      | Argentinos Juniors | 3-1       | Platense           | A. Lescano, T. Santamaria, S. Montiel | M. Pellegrino           |
| 88 | Primera División 2024            | 19             | Platense                | Platense           | 2-1       | Argentinos Juniors | G. Mainero, M. Pellegrino             | N. Oroz                 |
| 89 | Primera División 2025            | Ap 3           | Argentinos Juniors      | Argentinos Juniors | 1-0       | Platense           | E. Godoy                              |                         |

1. 1 2  Algunos sitios no consideran estos dos encuentros dentro del historial. Sin embargo, el total de los partidos de ese campeonato sí se computan en la tabla histórica de Argentinos.
2. 1 2  Argentinos jugó este torneo fusionado con Atlanta hasta la fecha 25.

## Goleadas
| Fecha       | Resultado  | Resultado | Resultado  | Competición         |
| ----------- | ---------- | --------- | ---------- | ------------------- |
| 14 mar 1970 | Platense   | 5:1       | Argentinos | Copa Argentina 1970 |
| 28 Mar 1971 | Platense   | 5:1       | Argentinos | Metropolitano 1971  |
| 10 jun 1979 | Argentinos | 5:1       | Platense   | Metropolitano 1979  |
| 12 nov 1933 | Platense   | 4:1       | Argentinos | Campeonato 1933     |
| 18 nov 1934 | Argentinos | 1:4       | Platense   | Campeonato 1934     |
| 16 abr 1967 | Platense   | 4:1       | Argentinos | Metropolitano 1967  |
| 14 jun 1930 | Platense   | 3:0       | Argentinos | Campeonato 1930     |
| 14 abr 1996 | Platense   | 3:0       | Argentinos | Clausura 1996       |

## Tabla comparativa
| Platense                             | Asunto              | Argentinos                             |
| ------------------------------------ | ------------------- | -------------------------------------- |
| Fundación                            |                     |                                        |
| Club Atlético Platense               | Nombre              | Asociación Atlética Argentinos Juniors |
| 25 de mayo de 1905                   | Fecha               | 15 de agosto de 1904                   |
| Estadio                              |                     |                                        |
| Ciudad de Vicente López              | Nombre              | Estadio Diego Armando Maradona         |
| 32.000 mil espectadores              | Capacidad           | 26.000 mil espectadores                |
| Hinchada                             |                     |                                        |
| La Banda Del Calamar                 | Nombre              | La Banda de La Paternal                |
| 7.500 socios                         | Masa societaria     | 23.000 socios                          |
| Primera División (Era Profesional)   |                     |                                        |
| 60                                   | Temporadas          | 72                                     |
| Campeón (2025)                       | Mejor participación | Campeón (1984, 1985 y 2010)            |
| Segunda División                     |                     |                                        |
| 23                                   | Temporadas          | 23                                     |
| Campeón (1976, 2021)                 | Mejor participación | Campeón (1940, 1955, 1996/97,2016/17)  |
| Tercera División                     |                     |                                        |
| 13                                   | Participaciones     | Ninguna                                |
| Campeón (2006 y 2018)                | Mejor participación | Ninguna                                |
| Copa Argentina                       |                     |                                        |
| 6                                    | Participaciones     | 8                                      |
| Cuartos de final                     | Mejor participación | Semifinal                              |
| Internacionales                      |                     |                                        |
| 0                                    | Participaciones     | 18                                     |
| Ninguna                              | Mejor participación | Campeón (2)                            |
| Primera División Amateur             |                     |                                        |
| 18                                   | Temporadas          | 9                                      |
| Subcampeón (1916)                    | Mejor participación | 4.º puesto                             |
| Segunda División Amateur             |                     |                                        |
| 3                                    | Temporadas          | 5                                      |
| Campeón (3)                          | Mejor participación | Subcampeón                             |
| Jugadores de Selección Nacional      |                     |                                        |
| 21                                   | Cantidad            | 69                                     |
| Jugadores de Selecciones Extranjeras |                     |                                        |
| 5                                    | Cantidad            | 15                                     |

## En ambos equipos

### Jugadores
- Juan Ignacio Mercier
- Darío Scotto
- Claudio Borghi
- Diego Rivarola
- Adrián Domenech
- Ramiro Castillo
- Matías Arce
- Facundo Bonvín
- Norberto Ortega Sánchez
- Darío Gandín
- Martín Pando
- Mariano Matías Martínez
- Diego Daniel Bustos
- Javier Eduardo Molina
- Luis María Rongo
- Fernando Sánchez
- Jonathan Páez
- Mauro Bogado
- Ciro Rius

### Técnicos
- Ángel Labruna

- Ricardo Caruso Lombardi

- Ricardo Rezza

### Jugadores Campeones en Primera que jugaron en ambos equipos
- Juan Ignacio Mercier (Argentinos Juniors 2010)